# UEFA Nations League 2018/19/Liga C
Die Liga C der UEFA Nations League 2018/19 war die erste Austragung der dritthöchsten Division innerhalb dieses Wettbewerbs. Sie begann am 6. September 2018 mit den ersten und endete am 20. November 2018 mit den letzten Gruppenspielen.
Für die erste Austragung dieses Wettbewerbs wurden die Nationalmannschaften gemäß ihrem UEFA-Koeffizienten in die jeweiligen Ligen eingeteilt.
In der Liga C traten 15 Mannschaften in einer Dreiergruppe und drei Vierergruppen an. Die Gruppensieger (Schottland, Finnland, Norwegen und Serbien) stiegen in die Liga B auf, die Gruppenletzten (Estland, Slowenien und Litauen) der drei Vierergruppen sowie der schlechteste Gruppendritte (Zypern) stiegen sportlich in die Liga D ab. Zu dessen Ermittlung sowie zur Erstellung der Nations-League-Abschlusstabelle wurden in den Vierergruppen 2, 3 und 4 die Ergebnisse der ersten drei Mannschaften gegen den Gruppenletzten nicht berücksichtigt. Aufgrund einer Aufstockung der Ligen A, B und C auf je 16 Teams zur nachfolgenden Austragung verblieben die sportlich abgestiegenen Mannschaften in der Spielklasse, zudem stiegen zusätzlich die Gruppenzweiten (Israel, Ungarn, Bulgarien und Rumänien) in die Liga B auf.
Darüber hinaus qualifizieren sich die vier besten Mannschaften, die nicht bereits über den Qualifikationswettbewerb für die EM 2021 qualifiziert sind, für die Play-offs, welche voraussichtlich im Oktober und November 2020 ausgespielt werden.

## Gruppe 1
| Pl. | Land       | Sp. | S | U | N | Tore    | Diff. | Punkte |
| --- | ---------- | --- | - | - | - | ------- | ----- | ------ |
| 1.  | Schottland | 4   | 3 | 0 | 1 | 010:400 | +6    | 09     |
| 2.  | Israel     | 4   | 2 | 0 | 2 | 006:500 | +1    | 06     |
| 3.  | Albanien   | 4   | 1 | 0 | 3 | 001:800 | −7    | 03     |

### Albanien – Israel 1:0 (0:0)
| Albanien                                                  | Albanien | Israel | Israel |
| --------------------------------------------------------- | --- | --- | ------ |
| Albanien                                                  | \| 1. Spieltag \| \| 7. September 2018 um 20:45 Uhr in Elbasan (Elbasan Arena) \| \| Schiedsrichter: Viktor Kassai ( Ungarn) \| \| Spielbericht \| | \| 1. Spieltag \| \| 7. September 2018 um 20:45 Uhr in Elbasan (Elbasan Arena) \| \| Schiedsrichter: Viktor Kassai ( Ungarn) \| \| Spielbericht \| | Israel |
| Albanien                                                  | Thomas Strakosha – Elseid Hysaj, Berat Djimsiti, Frédéric Veseli (84. Mergim Mavraj), Egzon Binaku – Migjen Basha, Taulant Xhaka – Enis Gavazaj (71. Herdi Prenga), Ledian Memushaj, Jahmir Hyka – Sindri Guri (46. Bekim Balaj) Cheftrainer: Christian Panucci ( Italien) | Guy Haimov – Nisso Kapiloto (79. Dor Micha), Ayad Habashi, Sheran Yeini – Eli Dasa, Bibras Natcho , Taleb Tawatha – Dor Peretz, Beram Kayal (71. Manor Solomon) – Eran Zahavi (47. Tomer Hemed), Munas Dabbur Cheftrainer: Andreas Herzog ( Österreich) | Israel |
| Albanien                                                  | 1:0 Xhaka (55.) | | Israel |
| Albanien                                                  | Basha (9.), Hysaj (81.) | Habashi (25.) | Israel |
| 1. Spieltag                                               | | |        |
| 7. September 2018 um 20:45 Uhr in Elbasan (Elbasan Arena) | | |        |
| Schiedsrichter: Viktor Kassai ( Ungarn)                   | | |        |
| Spielbericht                                              | | |        |

### Schottland – Albanien 2:0 (0:0)
| Schottland                                                | Schottland | Albanien | Albanien |
| --------------------------------------------------------- | --- | --- | -------- |
| Schottland                                                | \| 2. Spieltag \| \| 10. September 2018 um 20:45 Uhr in Glasgow (Hampden Park) \| \| Schiedsrichter: Matej Jug ( Slowenien) \| \| Spielbericht \| | \| 2. Spieltag \| \| 10. September 2018 um 20:45 Uhr in Glasgow (Hampden Park) \| \| Schiedsrichter: Matej Jug ( Slowenien) \| \| Spielbericht \| | Albanien |
| Schottland                                                | Allan McGregor – John Souttar, Charlie Mulgrew, Kieran Tierney – Stephen O’Donnell, Kevin McDonald (46. Stuart Armstrong), Andrew Robertson – John McGinn, Callum McGregor (79. Scott McTominay) – Johnny Russell (70. Leigh Griffiths), Steven Naismith Cheftrainer: Alex McLeish | Thomas Strakosha – Elseid Hysaj , Frédéric Veseli (90.+1' Enea Mihaj), Berat Djimsiti, Egzon Binaku – Sabien Lilaj, Taulant Xhaka, Ledian Memushaj, Emanuele Ndoj (66. Rey Manaj) – Bekim Balaj, Enis Gavazaj (46. Herdi Prenga) Cheftrainer: Christian Panucci ( Italien) | Albanien |
| Schottland                                                | 1:0 Djimsiti (47., Eigentor) 2:0 Naismith (68.) | | Albanien |
| Schottland                                                | Souttar (16.), McDonald (18.) | Ndoj (64.), Prenga (80.), Memushaj (90.+3') | Albanien |
| 2. Spieltag                                               | | |          |
| 10. September 2018 um 20:45 Uhr in Glasgow (Hampden Park) | | |          |
| Schiedsrichter: Matej Jug ( Slowenien)                    | | |          |
| Spielbericht                                              | | |          |

### Israel – Schottland 2:1 (0:1)
| Israel                                                      | Israel | Schottland | Schottland |
| ----------------------------------------------------------- | --- | --- | ---------- |
| Israel                                                      | \| 3. Spieltag \| \| 11. Oktober 2018 um 20:45 Uhr in Haifa (Sammy-Ofer-Stadion) \| \| Schiedsrichter: Daniel Stefański ( Polen) \| \| Spielbericht \|                                                                                               | \| 3. Spieltag \| \| 11. Oktober 2018 um 20:45 Uhr in Haifa (Sammy-Ofer-Stadion) \| \| Schiedsrichter: Daniel Stefański ( Polen) \| \| Spielbericht \| | Schottland |
| Israel                                                      | Ariel Harush – Sheran Yeini, Omri Ben Harush, Eitan Tibi – Eli Dasa, Bibras Natcho , Taleb Tawatha (76. Eliran Atar), Biram Kayal (82. Dan Einbinder), Dor Peretz – Munas Dabbur, Ben Sahar (46. Dia Saba) Cheftrainer: Andreas Herzog ( Österreich) | Allan McGregor – John Souttar, Charlie Mulgrew (46. Scott McKenna), Kieran Tierney – Stephen O’Donnell, Andrew Robertson , John McGinn, Kevin McDonald – Steven Naismith (76. Oliver McBurnie), Johnny Russell (67. James Forrest), Callum McGregor Cheftrainer: Alex McLeish | Schottland |
| Israel                                                      | 1:1 Peretz (52.) 2:1 Tierney (75., ET) | 0:1 Mulgrew (25., Foulelfmeter) | Schottland |
| Israel                                                      | Ben Harush (23.), Natcho (25.) | Souttar (28.), Robertson (88.) | Schottland |
| Israel                                                      | Souttar (61.) | | Schottland |
| 3. Spieltag                                                 | | |            |
| 11. Oktober 2018 um 20:45 Uhr in Haifa (Sammy-Ofer-Stadion) | | |            |
| Schiedsrichter: Daniel Stefański ( Polen)                   | | |            |
| Spielbericht                                                | | |            |

### Israel – Albanien 2:0 (1:0)
| Israel                                                         | Israel | Albanien | Albanien |
| -------------------------------------------------------------- | --- | --- | -------- |
| Israel                                                         | \| 4. Spieltag \| \| 14. Oktober 2018 um 20:45 Uhr in Be’er Scheva (Turner-Stadion) \| \| Schiedsrichter: Paolo Mazzoleni ( Italien) \| \| Spielbericht \|                                                                                             | \| 4. Spieltag \| \| 14. Oktober 2018 um 20:45 Uhr in Be’er Scheva (Turner-Stadion) \| \| Schiedsrichter: Paolo Mazzoleni ( Italien) \| \| Spielbericht \|                                                                                            | Albanien |
| Israel                                                         | Ariel Harush – Sheran Yeini, Eitan Tibi (46. Shir Tzedek), Omri Ben Harush – Eli Dasa, Bibras Natcho , Taleb Tawatha (77. Ayad Habashi) – Dor Peretz, Biram Kayal – Munas Dabbur, Tomer Hemed (66. Dia Saba) Cheftrainer: Andreas Herzog ( Österreich) | Thomas Strakosha – Elseid Hysaj, Berat Djimsiti, Mergim Mavraj – Migjen Basha (46. Sabien Lilaj), Myrto Uzuni, Ledian Memushaj, Taulant Xhaka, Egzon Binaku – Bekim Balaj (73. Giacomo Vrioni), Eros Grezda Cheftrainer: Christian Panucci ( Italien) | Albanien |
| Israel                                                         | 1:0 Hemed (8.) 2:0 Seba (83.) | | Albanien |
| Israel                                                         | Tawatha (12.), Dasa (64.) | Basha (44.), Djimsiti (52.), Hysaj (79.) | Albanien |
| 4. Spieltag                                                    | | |          |
| 14. Oktober 2018 um 20:45 Uhr in Be’er Scheva (Turner-Stadion) | | |          |
| Schiedsrichter: Paolo Mazzoleni ( Italien)                     | | |          |
| Spielbericht                                                   | | |          |

### Albanien – Schottland 0:4 (0:2)
| Albanien                                                        | Albanien | Schottland | Schottland |
| --------------------------------------------------------------- | --- | --- | ---------- |
| Albanien                                                        | \| 5. Spieltag \| \| 17. November 2018 um 20:45 Uhr in Shkodra (Loro-Boriçi-Stadion) \| \| Schiedsrichter: Wladislaw Besborodow ( Russland) \| \| Spielbericht \| | \| 5. Spieltag \| \| 17. November 2018 um 20:45 Uhr in Shkodra (Loro-Boriçi-Stadion) \| \| Schiedsrichter: Wladislaw Besborodow ( Russland) \| \| Spielbericht \| | Schottland |
| Albanien                                                        | Etrit Berisha – Mergim Mavraj , Berat Djimsiti (53. Kastriot Dermaku), Frédéric Veseli – Egzon Binaku, Ledian Memushaj, Taulant Xhaka, Ergys Kaçe (27. Ardian Ismajli), Myrto Uzuni – Eros Grezda, Rey Manaj (62. Bekim Balaj) Cheftrainer: Christian Panucci ( Italien) | Allan McGregor – Scott McKenna, Andrew Robertson , Callum Paterson, David Bates – Steven Fletcher (68. Matt Phillips), Stuart Armstrong (61. Scott McTominay), Callum McGregor, James Forrest – Ryan Fraser (72. Johnny Russell), Ryan Christie Cheftrainer: Alex McLeish | Schottland |
| Albanien                                                        | 0:1 Fraser (14.) 0:2 Fletcher (45.+2', Handelfmeter) 0:3 Forrest (55.) 0:4 Forrest (67.) | | Schottland |
| Albanien                                                        | Manaj (13.), Mavraj (22.), Grezda (88.) | Paterson (10.), McKenna (60.), Bates (65.), Russell (80.) | Schottland |
| Albanien                                                        | Mavraj (22.) | | Schottland |
| 5. Spieltag                                                     | | |            |
| 17. November 2018 um 20:45 Uhr in Shkodra (Loro-Boriçi-Stadion) | | |            |
| Schiedsrichter: Wladislaw Besborodow ( Russland)                | | |            |
| Spielbericht                                                    | | |            |

### Schottland – Israel 3:2 (2:1)
| Schottland                                               | Schottland | Israel | Israel |
| -------------------------------------------------------- | --- | --- | ------ |
| Schottland                                               | \| 6. Spieltag \| \| 20. November 2018 um 20:45 Uhr in Glasgow (Hampden Park) \| \| Schiedsrichter: Tobias Welz ( Deutschland) \| \| Spielbericht \| | \| 6. Spieltag \| \| 20. November 2018 um 20:45 Uhr in Glasgow (Hampden Park) \| \| Schiedsrichter: Tobias Welz ( Deutschland) \| \| Spielbericht \|                                                                                                | Israel |
| Schottland                                               | Allan McGregor – Scott McKenna, Andrew Robertson , Callum Paterson, David Bates – Callum McGregor, James Forrest, Stuart Armstrong (76. Graeme Shinnie), Ryan Fraser – Steven Fletcher (87. Scott McTominay), Ryan Christie (76. Matt Phillips) Cheftrainer: Alex McLeish | Ariel Harush – Loai Taha (67. Almog Cohen), Sheran Yeini, Omri Ben Harush – Eli Dasa, Bibras Natcho , Dor Peretz (73. Dia Saba), Taleb Tawatha (85. Tomer Hemed), Biram Kayal – Munas Dabbur, Eran Zahavi Cheftrainer: Andreas Herzog ( Österreich) | Israel |
| Schottland                                               | 1:1 Forrest (34.) 2:1 Forrest (43.) 3:1 Forrest (64.) | 0:1 Kayal (9.) 3:2 Zahavi (75.) | Israel |
| Schottland                                               | C. McGregor (40.), Phillips (89.) | Taha (52.), Peretz (70.), Ben Harush (86.) | Israel |
| 6. Spieltag                                              | | |        |
| 20. November 2018 um 20:45 Uhr in Glasgow (Hampden Park) | | |        |
| Schiedsrichter: Tobias Welz ( Deutschland)               | | |        |
| Spielbericht                                             | | |        |

## Gruppe 2
| Pl. | Land         | Sp. | S | U | N | Tore    | Diff. | Punkte |
| --- | ------------ | --- | - | - | - | ------- | ----- | ------ |
| 1.  | Finnland     | 6   | 4 | 0 | 2 | 005:300 | +2    | 12     |
| 2.  | Ungarn       | 6   | 3 | 1 | 2 | 009:600 | +3    | 10     |
| 3.  | Griechenland | 6   | 3 | 0 | 3 | 004:500 | −1    | 09     |
| 4.  | Estland      | 6   | 1 | 1 | 4 | 004:800 | −4    | 04     |

### Finnland – Ungarn 1:0 (1:0)
| Finnland                                                   | Finnland | Ungarn | Ungarn |
| ---------------------------------------------------------- | --- | --- | ------ |
| Finnland                                                   | \| 1. Spieltag \| \| 8. September 2018 um 20:45 Uhr in Tampere (Ratina-Stadion) \| \| Schiedsrichter: Gediminas Mažeika ( Litauen) \| \| Spielbericht \|                                                                                               | \| 1. Spieltag \| \| 8. September 2018 um 20:45 Uhr in Tampere (Ratina-Stadion) \| \| Schiedsrichter: Gediminas Mažeika ( Litauen) \| \| Spielbericht \| | Ungarn |
| Finnland                                                   | Lukáš Hrádecký – Paulus Arajuuri , Joona Toivio, Jere Uronen (45+1.' Albin Granlund), Jukka Raitala – Robin Lod, Joni Kauko, Rasmus Schüller (63. Tim Sparv), Pyry Soiri (85. Robert Taylor) – Teemu Pukki, Jasse Tuominen Cheftrainer: Markku Kanerva | Péter Gulácsi – Ádám Lang, Tamás Kádár, Attila Fiola – István Kovács (61. Zsolt Kalmár), Roland Sallai (72. Márton Eppel), Gergő Lovrencsics, László Kleinheisler, Máté Pátkai – Zoltán Stieber (54. Roland Varga), Ádám Szalai Cheftrainer: Marco Rossi ( Italien) | Ungarn |
| Finnland                                                   | 1:0 Pukki (7.) | | Ungarn |
| Finnland                                                   | Uronen (41.) | Szalai (45+2.'), Fiola (59.), Lovrencsics (63.), Kádár (68.) | Ungarn |
| 1. Spieltag                                                | | |        |
| 8. September 2018 um 20:45 Uhr in Tampere (Ratina-Stadion) | | |        |
| Schiedsrichter: Gediminas Mažeika ( Litauen)               | | |        |
| Spielbericht                                               | | |        |

### Estland – Griechenland 0:1 (0:1)
| Estland                                                     | Estland | Griechenland | Griechenland |
| ----------------------------------------------------------- | --- | --- | ------------ |
| Estland                                                     | \| 1. Spieltag \| \| 8. September 2018 um 20:45 Uhr in Tallinn (A. Le Coq Arena) \| \| Schiedsrichter: Serdar Gözübüyük ( Niederlande) \| \| Spielbericht \|                                                                                        | \| 1. Spieltag \| \| 8. September 2018 um 20:45 Uhr in Tallinn (A. Le Coq Arena) \| \| Schiedsrichter: Serdar Gözübüyük ( Niederlande) \| \| Spielbericht \| | Griechenland |
| Estland                                                     | Mihkel Aksalu – Gert Kams, Nikita Baranov, Madis Vihmann, Karol Mets, Artur Pikk – Henrik Ojamaa (80. Joonas Tamm), Artjom Dmitrijev, Konstantin Vassiljev , Siim Luts (86. Sander Puri) – Henri Anier (63. Sergei Zenjov) Cheftrainer: Martin Reim | Vasilios Barkas – Vasilios Torosidis , Kostas Manolas, Sokratis, Charalampos Lykogiannis – Dimitrios Kourbelis, Andreas Bouchalakis (78. Alexandros Tziolis) – Petros Mantalos, Kostas Fortounis, Dimitris Pelkas (90.+2' Efthymios Koulouris) – Kostas Mitroglou (50. Anastasios Bakasetas) Cheftrainer: Michael Skibbe ( Deutschland) | Griechenland |
| Estland                                                     | 0:1 Fortounis (14.) | | Griechenland |
| Estland                                                     | Mets (45.), Baranov (65.) | | Griechenland |
| 1. Spieltag                                                 | | |              |
| 8. September 2018 um 20:45 Uhr in Tallinn (A. Le Coq Arena) | | |              |
| Schiedsrichter: Serdar Gözübüyük ( Niederlande)             | | |              |
| Spielbericht                                                | | |              |

### Finnland – Estland 1:0 (1:0)
| Finnland                                                   | Finnland | Estland | Estland |
| ---------------------------------------------------------- | --- | --- | ------- |
| Finnland                                                   | \| 2. Spieltag \| \| 11. September 2018 um 20:45 Uhr in Turku (Veritas-Stadion) \| \| Schiedsrichter: Orel Grinfeld ( Israel) \| \| Spielbericht \| | \| 2. Spieltag \| \| 11. September 2018 um 20:45 Uhr in Turku (Veritas-Stadion) \| \| Schiedsrichter: Orel Grinfeld ( Israel) \| \| Spielbericht \|                                                                                                   | Estland |
| Finnland                                                   | Lukáš Hrádecký – Albin Granlund (76. Sauli Väisänen), Paulus Arajuuri, Joona Toivio, Jukka Raitala – Pyry Soiri, Tim Sparv , Rasmus Schüller, Robin Lod (87. Rasmus Karjalainen) – Teemu Pukki (90.+1' Joni Kauko), Jasse Tuominen Cheftrainer: Markku Kanerva | Mihkel Aksalu – Taijo Teniste, Joonas Tamm, Karol Mets, Ragnar Klavan , Ken Kallaste – Henrik Ojamaa, Konstantin Vassiljev, Artjom Dmitrijev (77. Ilja Antonov), Siim Luts (77. Henri Anier) – Sergei Zenjov (86. Ats Purje) Cheftrainer: Martin Reim | Estland |
| Finnland                                                   | 1:0 Pukki (12.) | | Estland |
| Finnland                                                   | Mets (71.), Zenjov (83.) | | Estland |
| 2. Spieltag                                                | | |         |
| 11. September 2018 um 20:45 Uhr in Turku (Veritas-Stadion) | | |         |
| Schiedsrichter: Orel Grinfeld ( Israel)                    | | |         |
| Spielbericht                                               | | |         |

### Ungarn – Griechenland 2:1 (2:1)
| Ungarn                                                       | Ungarn | Griechenland | Griechenland |
| ------------------------------------------------------------ | --- | --- | ------------ |
| Ungarn                                                       | \| 2. Spieltag \| \| 11. September 2018 um 20:45 Uhr in Budapest (Groupama Aréna) \| \| Schiedsrichter: Aljaksej Kulbakou ( Belarus) \| \| Spielbericht \| | \| 2. Spieltag \| \| 11. September 2018 um 20:45 Uhr in Budapest (Groupama Aréna) \| \| Schiedsrichter: Aljaksej Kulbakou ( Belarus) \| \| Spielbericht \| | Griechenland |
| Ungarn                                                       | Péter Gulácsi – Ádám Lang, Tamás Kádár, Attila Fiola, Barnabás Bese – István Kovács (81. Máté Pátkai), Ádám Nagy, László Kleinheisler – Roland Varga (62. Gergő Lovrencsics), Roland Sallai, Ádám Szalai (69. Márton Eppel) Cheftrainer: Marco Rossi ( Italien) | Vasilios Barkas – Giorgos Tzavelas (46. Charalampos Lykogiannis), Kostas Manolas (52. Marios Oikonomou), Vasilios Torosidis , Sokratis – Andreas Bouchalakis, Lazaros Christodoulopoulos, Kostas Fortounis, Dimitris Pelkas, Dimitrios Kourbelis – Anastasios Donis (46. Kostas Mitroglou) Cheftrainer: Michael Skibbe ( Deutschland) | Griechenland |
| Ungarn                                                       | 1:0 Sallai (15.) 2:1 Kleinheisler (42.) | 1:1 Manolas (18.) | Griechenland |
| Ungarn                                                       | Sallai (50.) | Tzavelas (35.), Oikonomou (78.), Torosidis (83.) | Griechenland |
| 2. Spieltag                                                  | | |              |
| 11. September 2018 um 20:45 Uhr in Budapest (Groupama Aréna) | | |              |
| Schiedsrichter: Aljaksej Kulbakou ( Belarus)                 | | |              |
| Spielbericht                                                 | | |              |

### Estland – Finnland 0:1 (0:0)
| Estland                                                    | Estland | Finnland | Finnland |
| ---------------------------------------------------------- | --- | --- | -------- |
| Estland                                                    | \| 3. Spieltag \| \| 12. Oktober 2018 um 20:45 Uhr in Tallinn (A. Le Coq Arena) \| \| Schiedsrichter: Craig Pawson ( England) \| \| Spielbericht \| | \| 3. Spieltag \| \| 12. Oktober 2018 um 20:45 Uhr in Tallinn (A. Le Coq Arena) \| \| Schiedsrichter: Craig Pawson ( England) \| \| Spielbericht \| | Finnland |
| Estland                                                    | Mihkel Aksalu – Taijo Teniste, Nikita Baranov, Artjom Dmitrijev, Joonas Tamm, Ken Kallaste – Sergei Zenjov (60. Siim Luts), Konstantin Vassiljev (88. Marek Kaljumäe), Sander Puri, Henrik Ojamaa – Rauno Sappinen (71. Ats Purje) Cheftrainer: Martin Reim | Lukáš Hrádecký – Jukka Raitala, Joona Toivio, Paulus Arajuuri, Jere Uronen – Robin Lod, Tim Sparv , Rasmus Schüller (72. Glen Kamara), Pyry Soiri (61. Petteri Forsell) – Jasse Tuominen (88. Eero Markkanen), Teemu Pukki Cheftrainer: Markku Kanerva | Finnland |
| Estland                                                    | 0:1 Pukki (90.+1') | | Finnland |
| Estland                                                    | Zenjov (31.), Ojamaa (53.) | Sparv (4.), Arajuuri (71.), Pukki (88.) | Finnland |
| 3. Spieltag                                                | | |          |
| 12. Oktober 2018 um 20:45 Uhr in Tallinn (A. Le Coq Arena) | | |          |
| Schiedsrichter: Craig Pawson ( England)                    | | |          |
| Spielbericht                                               | | |          |

### Griechenland – Ungarn 1:0 (0:0)
| Griechenland                                                  | Griechenland | Ungarn | Ungarn |
| ------------------------------------------------------------- | --- | --- | ------ |
| Griechenland                                                  | \| 3. Spieltag \| \| 12. Oktober 2018 um 20:45 Uhr in Athen (Olympiastadion Athen) \| \| Schiedsrichter: Tobias Stieler ( Deutschland) \| \| Spielbericht \| | \| 3. Spieltag \| \| 12. Oktober 2018 um 20:45 Uhr in Athen (Olympiastadion Athen) \| \| Schiedsrichter: Tobias Stieler ( Deutschland) \| \| Spielbericht \| | Ungarn |
| Griechenland                                                  | Vasilios Barkas – Michalis Bakakis, Sokratis , Kostas Manolas, Kostas Tsimikas – Zeca, Dimitrios Kourbelis (46. Alexandros Tziolis) – Anastasios Bakasetas, Kostas Fortounis, Dimitris Pelkas (85. Lazaros Christodoulopoulos) – Kostas Mitroglou (90.+4' Andreas Bouchalakis) Cheftrainer: Michael Skibbe ( Deutschland) | Péter Gulácsi – Barnabás Bese (75. Krisztián Németh), Willi Orban, Tamás Kádár, Attila Fiola – László Kleinheisler, Ádám Nagy, Zsolt Kalmár (55. István Kovács) – Roland Varga (68. Dominik Nagy), Ádám Szalai , Roland Sallai Cheftrainer: Marco Rossi ( Italien) | Ungarn |
| Griechenland                                                  | 1:0 Mitroglou (65.) | | Ungarn |
| Griechenland                                                  | Sokratis (9.), Tsimikas (22.), Bakakis (27.) | Kalmár (32.), Fiola (43.), Kleinheisler (60.), Kovács (73.), Á. Nagy (88.) | Ungarn |
| 3. Spieltag                                                   | | |        |
| 12. Oktober 2018 um 20:45 Uhr in Athen (Olympiastadion Athen) | | |        |
| Schiedsrichter: Tobias Stieler ( Deutschland)                 | | |        |
| Spielbericht                                                  | | |        |

### Estland – Ungarn 3:3 (1:1)
| Estland                                                    | Estland | Ungarn | Ungarn |
| ---------------------------------------------------------- | --- | --- | ------ |
| Estland                                                    | \| 4. Spieltag \| \| 15. Oktober 2018 um 20:45 Uhr in Tallinn (A. Le Coq Arena) \| \| Schiedsrichter: Halis Özkahya ( Türkei) \| \| Spielbericht \|                                                                            | \| 4. Spieltag \| \| 15. Oktober 2018 um 20:45 Uhr in Tallinn (A. Le Coq Arena) \| \| Schiedsrichter: Halis Özkahya ( Türkei) \| \| Spielbericht \| | Ungarn |
| Estland                                                    | Mihkel Aksalu (43. Sergei Lepmets) – Taijo Teniste, Nikita Baranov, Joonas Tamm, Artur Pikk – Karol Mets, Siim Luts, Ilja Antonov, Konstantin Vassiljev , Henrik Ojamaa – Henri Anier (90. Ats Purje) Cheftrainer: Martin Reim | Péter Gulácsi – Willi Orban, Tamás Kádár, Botond Baráth – István Kovacs, Gergő Lovrencsics (80. Barnabás Bese), Ádám Nagy, Dominik Nagy (75. Márton Eppel), László Kleinheisler (68. Máté Pátkai) – Roland Sallai, Ádám Szalai Cheftrainer: Marco Rossi ( Italien) | Ungarn |
| Estland                                                    | 1:0 Luts (20.) 2:2 Pátkai (70., Eigentor) 3:2 Anier (79.) | 1:1 D. Nagy (24.) 1:2 Szalai (54.) 3:3 Szalai (81.) | Ungarn |
| Estland                                                    | Anier (23.), Luts (73.), Baranov (82.) | D. Nagy (74.), Pátkai (90+3.) | Ungarn |
| 4. Spieltag                                                | | |        |
| 15. Oktober 2018 um 20:45 Uhr in Tallinn (A. Le Coq Arena) | | |        |
| Schiedsrichter: Halis Özkahya ( Türkei)                    | | |        |
| Spielbericht                                               | | |        |

### Finnland – Griechenland 2:0 (0:0)
| Finnland                                                  | Finnland | Griechenland | Griechenland |
| --------------------------------------------------------- | --- | --- | ------------ |
| Finnland                                                  | \| 4. Spieltag \| \| 15. Oktober 2018 um 20:45 Uhr in Tampere (Ratina-Stadion) \| \| Schiedsrichter: Paweł Gil ( Polen) \| \| Spielbericht \| | \| 4. Spieltag \| \| 15. Oktober 2018 um 20:45 Uhr in Tampere (Ratina-Stadion) \| \| Schiedsrichter: Paweł Gil ( Polen) \| \| Spielbericht \| | Griechenland |
| Finnland                                                  | Lukáš Hrádecký – Jukka Raitala, Joona Toivio, Paulus Arajuuri, Jere Uronen – Robin Lod, Tim Sparv , Glen Kamara, Pyry Soiri (86. Juha Pirinen) – Jasse Tuominen (90+1. Rasmus Karjalainen), Teemu Pukki (12. Simon Skrabb) Cheftrainer: Markku Kanerva | Vasilios Barkas – Michalis Bakakis, Sokratis (46. Giorgos Tzavelas), Kostas Manolas, Kostas Tsimikas – Zeca, Alexandros Tziolis, Kostas Fortounis, Anastasios Bakasetas (55. Lazaros Christodoulopoulos), Dimitris Pelkas (73. Efthymis Koulouris) – Kostas Mitroglou Cheftrainer: Michael Skibbe ( Deutschland) | Griechenland |
| Finnland                                                  | 1:0 Soiri (46.) 2:0 Kamara (89.) | | Griechenland |
| Finnland                                                  | Manolas (74.) | | Griechenland |
| 4. Spieltag                                               | | |              |
| 15. Oktober 2018 um 20:45 Uhr in Tampere (Ratina-Stadion) | | |              |
| Schiedsrichter: Paweł Gil ( Polen)                        | | |              |
| Spielbericht                                              | | |              |

### Ungarn – Estland 2:0 (1:0)
| Ungarn                                                      | Ungarn | Estland | Estland |
| ----------------------------------------------------------- | --- | --- | ------- |
| Ungarn                                                      | \| 5. Spieltag \| \| 15. November 2018 um 20:45 Uhr in Budapest (Groupama Aréna) \| \| Schiedsrichter: Enea Jorgji ( Albanien) \| \| Spielbericht \| | \| 5. Spieltag \| \| 15. November 2018 um 20:45 Uhr in Budapest (Groupama Aréna) \| \| Schiedsrichter: Enea Jorgji ( Albanien) \| \| Spielbericht \|                                                                                                | Estland |
| Ungarn                                                      | Dénes Dibusz – Willi Orban, Tamás Kádár, Botond Baráth, Mihály Korhut – Ádám Nagy, Dominik Nagy (65. Balázs Dzsudzsák), Zsolt Kalmár (84. László Kleinheisler), Máté Pátkai – Ádám Szalai (76. Dániel Böde), István Kovacs Cheftrainer: Marco Rossi ( Italien) | Mihkel Aksalu – Artur Pikk, Joonas Tamm, Madis Vihmann, Taijo Teniste – Henrik Ojamaa (60. Sergei Zenjov), Ilja Antonov, Siim Luts (77. Sander Puri), Artjom Dmitrijev – Henri Anier, Konstantin Vassiljev (82. Ats Purje) Cheftrainer: Martin Reim | Estland |
| Ungarn                                                      | 1:0 Orban (8.) 2:0 Szalai (69.) | | Estland |
| Ungarn                                                      | Pátkai (63.) | Pikk (23.), Anier (49.), Antonov (62.) | Estland |
| 5. Spieltag                                                 | | |         |
| 15. November 2018 um 20:45 Uhr in Budapest (Groupama Aréna) | | |         |
| Schiedsrichter: Enea Jorgji ( Albanien)                     | | |         |
| Spielbericht                                                | | |         |

### Griechenland – Finnland 1:0 (1:0)
| Griechenland                                                   | Griechenland | Finnland | Finnland |
| -------------------------------------------------------------- | --- | --- | -------- |
| Griechenland                                                   | \| 5. Spieltag \| \| 15. November 2018 um 20:45 Uhr in Athen (Olympiastadion Athen) \| \| Schiedsrichter: Luca Banti ( Italien) \| \| Spielbericht \| | \| 5. Spieltag \| \| 15. November 2018 um 20:45 Uhr in Athen (Olympiastadion Athen) \| \| Schiedsrichter: Luca Banti ( Italien) \| \| Spielbericht \|                                                                                              | Finnland |
| Griechenland                                                   | Odisseas Vlachodimos – Kostas Manolas (28. Dimitris Siovas), Sokratis, Vasilios Torosidis , Leonardo Koutris – Zeca, Dimitrios Kourbelis, Dimitris Pelkas (84. Anastasios Bakasetas), Petros Mantalos – Kostas Fortounis, Kostas Mitroglou (69. Efthymis Koulouris) Cheftrainer: Angelos Anastasiadis | Lukáš Hrádecký – Paulus Arajuuri , Joona Toivio, Albin Granlund, Jere Uronen – Glen Kamara, Robin Lod, Pyry Soiri (74. Fredrik Jensen), Joni Kauko – Teemu Pukki (90+3. Thomas Lam), Jasse Tuominen (83. Juha Pirinen) Cheftrainer: Markku Kanerva | Finnland |
| Griechenland                                                   | 1:0 Granlund (25., Eigentor) | | Finnland |
| Griechenland                                                   | Granlund (47.) | | Finnland |
| 5. Spieltag                                                    | | |          |
| 15. November 2018 um 20:45 Uhr in Athen (Olympiastadion Athen) | | |          |
| Schiedsrichter: Luca Banti ( Italien)                          | | |          |
| Spielbericht                                                   | | |          |

### Griechenland – Estland 0:1 (0:1)
| Griechenland                                                   | Griechenland | Estland | Estland |
| -------------------------------------------------------------- | --- | --- | ------- |
| Griechenland                                                   | \| 6. Spieltag \| \| 18. November 2018 um 20:45 Uhr in Athen (Olympiastadion Athen) \| \| Schiedsrichter: Jewhen Aranowskyj ( Ukraine) \| \| Spielbericht \| | \| 6. Spieltag \| \| 18. November 2018 um 20:45 Uhr in Athen (Olympiastadion Athen) \| \| Schiedsrichter: Jewhen Aranowskyj ( Ukraine) \| \| Spielbericht \|                                                                                        | Estland |
| Griechenland                                                   | Vasilios Barkas – Michalis Bakakis (46. Vasilios Torosidis), Sokratis , Vasilios Lampropoulos, Dimitrios Giannoulis – Andreas Samaris, Zeca – Anastasios Bakasetas, Andreas Bouchalakis (71. Petros Mantalos), Georgios Masouras (57. Kostas Fortounis) – Nikos Karelis Cheftrainer: Angelos Anastasiadis | Sergei Lepmets – Gert Kams , Nikita Baranov, Madis Vihmann, Joonas Tamm, Ken Kallaste – Artjom Dmitrijev, Brent Lepistu (68. Ilja Antonov) – Sergei Zenjov (81. Artur Pikk), Rauno Sappinen (86. Henrik Ojamaa), Siim Luts Cheftrainer: Martin Reim | Estland |
| Griechenland                                                   | 0:1 Lampropoulos (44., Eigentor) | | Estland |
| Griechenland                                                   | Bakasetas (76.), Sokratis (81.) | Dmitrijev (76.), Lepmets (89.), Ojamaa (90.+2') | Estland |
| 6. Spieltag                                                    | | |         |
| 18. November 2018 um 20:45 Uhr in Athen (Olympiastadion Athen) | | |         |
| Schiedsrichter: Jewhen Aranowskyj ( Ukraine)                   | | |         |
| Spielbericht                                                   | | |         |

### Ungarn – Finnland 2:0 (2:0)
| Ungarn                                                      | Ungarn | Finnland | Finnland |
| ----------------------------------------------------------- | --- | --- | -------- |
| Ungarn                                                      | \| 6. Spieltag \| \| 18. November 2018 um 20:45 Uhr in Budapest (Groupama Aréna) \| \| Schiedsrichter: Slavko Vinčić ( Slowenien) \| \| Spielbericht \| | \| 6. Spieltag \| \| 18. November 2018 um 20:45 Uhr in Budapest (Groupama Aréna) \| \| Schiedsrichter: Slavko Vinčić ( Slowenien) \| \| Spielbericht \|                                                                                               | Finnland |
| Ungarn                                                      | Péter Gulácsi – Botond Baráth (52. Ádám Lang), Willi Orban, Tamás Kádár (46. Paulo Vinícius) – Gergő Lovrencsics, Ádám Nagy, Mihály Korhut (54. Filip Holender) – László Kleinheisler, Balázs Dzsudzsák , Zsolt Kalmár – Ádám Szalai Cheftrainer: Marco Rossi ( Italien) | Jesse Joronen – Albin Granlund (46. Joona Toivio), Paulus Arajuuri , Sauli Väisänen, Jere Uronen – Robin Lod, Glen Kamara, Thomas Lam (60. Joni Kauko), Robert Taylor (74. Petteri Forsell) – Jasse Tuominen, Teemu Pukki Cheftrainer: Markku Kanerva | Finnland |
| Ungarn                                                      | 1:0 Szalai (29.) 2:0 Á. Nagy (37.) | | Finnland |
| Ungarn                                                      | Baráth (42.), Lang (75.), Kalmár (78.) | Granlund (17.), Lod (86.) | Finnland |
| 6. Spieltag                                                 | | |          |
| 18. November 2018 um 20:45 Uhr in Budapest (Groupama Aréna) | | |          |
| Schiedsrichter: Slavko Vinčić ( Slowenien)                  | | |          |
| Spielbericht                                                | | |          |

## Gruppe 3
| Pl. | Land      | Sp. | S | U | N | Tore    | Diff. | Punkte |
| --- | --------- | --- | - | - | - | ------- | ----- | ------ |
| 1.  | Norwegen  | 6   | 4 | 1 | 1 | 007:200 | +5    | 13     |
| 2.  | Bulgarien | 6   | 3 | 2 | 1 | 007:500 | +2    | 11     |
| 3.  | Zypern    | 6   | 1 | 2 | 3 | 005:900 | −4    | 05     |
| 4.  | Slowenien | 6   | 0 | 3 | 3 | 005:800 | −3    | 03     |

### Slowenien – Bulgarien 1:2 (1:1)
| Slowenien                                                     | Slowenien | Bulgarien | Bulgarien |
| ------------------------------------------------------------- | --- | --- | --------- |
| Slowenien                                                     | \| 1. Spieltag \| \| 6. September 2018 um 20:45 Uhr in Ljubljana (Stadion Stožice) \| \| Schiedsrichter: Davide Massa ( Italien) \| \| Spielbericht \|                                                                                    | \| 1. Spieltag \| \| 6. September 2018 um 20:45 Uhr in Ljubljana (Stadion Stožice) \| \| Schiedsrichter: Davide Massa ( Italien) \| \| Spielbericht \| | Bulgarien |
| Slowenien                                                     | Vid Belec – Nejc Skubic, Aljaž Struna, Miha Mevlja, Bojan Jokić – Jasmin Kurtić, Rene Krhin (66. Roman Bezjak) – Kevin Kampl (83. Amir Dervišević), Miha Zajc, Benjamin Verbič – Andraž Šporar (73. Tim Matavž) Cheftrainer: Tomaž Kavčič | Plamen Iliew – Boschidar Tschorbadschijski, Nikolaj Bodurow, Wassil Boschikow (46. Angel Ljaskow) – Iwan Bandalowski, Simeon Slawtschew, Georgi Kostadinow, Todor Nedelew (82. Iwan Goranow), Kiril Despodow – Iwelin Popow , Boschidar Kraew (72. Martin Rajnow) Cheftrainer: Petar Chubtschew | Bulgarien |
| Slowenien                                                     | 1:1 Zajc (40.) | 0:1 Kraew (3.) 1:2 Kraew (59.) | Bulgarien |
| Slowenien                                                     | Krhin (51.), Skubic (62.) | Despodow (14.), Slawtschew (50.) | Bulgarien |
| 1. Spieltag                                                   | | |           |
| 6. September 2018 um 20:45 Uhr in Ljubljana (Stadion Stožice) | | |           |
| Schiedsrichter: Davide Massa ( Italien)                       | | |           |
| Spielbericht                                                  | | |           |

### Norwegen – Zypern 2:0 (2:0)
| Norwegen                                                  | Norwegen | Zypern | Zypern |
| --------------------------------------------------------- | --- | --- | ------ |
| Norwegen                                                  | \| 1. Spieltag \| \| 6. September 2018 um 20:45 Uhr in Oslo (Ullevaal-Stadion) \| \| Schiedsrichter: István Kovács ( Rumänien) \| \| Spielbericht \| | \| 1. Spieltag \| \| 6. September 2018 um 20:45 Uhr in Oslo (Ullevaal-Stadion) \| \| Schiedsrichter: István Kovács ( Rumänien) \| \| Spielbericht \| | Zypern |
| Norwegen                                                  | Rune Jarstein – Omar Elabdellaoui, Håvard Nordtveit, Kristoffer Ajer, Birger Meling – Stefan Johansen (72. Iver Fossum), Sander Berge (69. Ole Selnæs), Markus Henriksen, Mohamed Elyounoussi – Joshua King (89. Tarik Elyounoussi), Bjørn Maars Johnsen Cheftrainer: Lars Lagerbäck ( Schweden) | Urko Pardo – Jason Demetriou , Kostas Laifis, Giorgos Merkis, Georgios Vasiliou (46. George Efrem) – Ioannis Kousoulos, Kostakis Artymatas, Margaça (82. Nicholas Ioannou) – Fotis Papoulis, Pieros Sotiriou, Charalambos Kyriakou (77. Grigoris Kastanos) Cheftrainer: Ran Ben Shimon ( Israel) | Zypern |
| Norwegen                                                  | 1:0 Johansen (21.) 2:0 Johansen (42.) | | Zypern |
| Norwegen                                                  | Elabdellaoui (44.) | Laifis (41.), Efrem (85.) | Zypern |
| 1. Spieltag                                               | | |        |
| 6. September 2018 um 20:45 Uhr in Oslo (Ullevaal-Stadion) | | |        |
| Schiedsrichter: István Kovács ( Rumänien)                 | | |        |
| Spielbericht                                              | | |        |

### Bulgarien – Norwegen 1:0 (0:0)
| Bulgarien                                                               | Bulgarien | Norwegen | Norwegen |
| ----------------------------------------------------------------------- | --- | --- | -------- |
| Bulgarien                                                               | \| 2. Spieltag \| \| 9. September 2018 um 20:45 Uhr in Sofia (Wassil-Lewski-Nationalstadion) \| \| Schiedsrichter: Daniel Stefański ( Polen) \| \| Spielbericht \| | \| 2. Spieltag \| \| 9. September 2018 um 20:45 Uhr in Sofia (Wassil-Lewski-Nationalstadion) \| \| Schiedsrichter: Daniel Stefański ( Polen) \| \| Spielbericht \| | Norwegen |
| Bulgarien                                                               | Plamen Iliew – Strachil Popow, Boschidar Tschorbadschijski, Nikolaj Bodurow – Georgi Kostadinow, Iwan Bandalowski, Galin Iwanow, Kiril Despodow (73. Iwan Goranow), Martin Rajnow (50. Radoslaw Wassilew) – Iwelin Popow , Boschidar Kraew (82. Kristijan Malinow) Cheftrainer: Petar Chubtschew | Rune Jarstein – Birger Meling, Håvard Nordtveit, Kristoffer Ajer, Omar Elabdellaoui – Stefan Johansen (62. Iver Fossum), Mohamed Elyounoussi, Sander Berge (78. Ole Selnæs), Markus Henriksen – Joshua King, Bjørn Maars Johnsen (46. Alexander Sørloth) Cheftrainer: Lars Lagerbäck ( Schweden) | Norwegen |
| Bulgarien                                                               | 1:0 Wassilew (58.) | | Norwegen |
| Bulgarien                                                               | I. Popow (17.), Rainow (46.), Iliew (90+4.') | Johnsen (37.), Henriksen (45+2.'), Berge (58.), Nordtveit (79.) | Norwegen |
| 2. Spieltag                                                             | | |          |
| 9. September 2018 um 20:45 Uhr in Sofia (Wassil-Lewski-Nationalstadion) | | |          |
| Schiedsrichter: Daniel Stefański ( Polen)                               | | |          |
| Spielbericht                                                            | | |          |

### Zypern – Slowenien 2:1 (0:0)
| Zypern                                                  | Zypern | Slowenien | Slowenien |
| ------------------------------------------------------- | --- | --- | --------- |
| Zypern                                                  | \| 2. Spieltag \| \| 9. September 2018 um 20:45 Uhr in Nikosia (GSP-Stadion) \| \| Schiedsrichter: Andris Treimanis ( Lettland) \| \| Spielbericht \| | \| 2. Spieltag \| \| 9. September 2018 um 20:45 Uhr in Nikosia (GSP-Stadion) \| \| Schiedsrichter: Andris Treimanis ( Lettland) \| \| Spielbericht \|                                                                                             | Slowenien |
| Zypern                                                  | Kostas Panayi – Jason Demetriou , Nikolas Ioannou (67. Margaça), Ioannis Kousoulos, Kostas Laifis – Charalambos Kyriakou, Kostakis Artymatas, Grigoris Kastanos (50. Onisiforos Roushias) – George Efrem (90+2.' Giorgos Merkis), Pieros Sotiriou, Fotis Papoulis Cheftrainer: Ran Ben Shimon ( Israel) | Vid Belec – Petar Stojanović, Bojan Jokić , Miha Mevlja, Miha Blažič – Amir Dervišević, Jasmin Kurtić (76. Leo Štulac), Domen Črnigoj, Benjamin Verbič (46. Roman Bezjak) – Miha Zajc, Robert Berić (83. Andraž Šporar) Cheftrainer: Tomaž Kavčič | Slowenien |
| Zypern                                                  | 1:1 Sotiriou (69.) 2:1 Stojanović (89., Eigentor) | 0:1 Berić (54.) | Slowenien |
| Zypern                                                  | Artymatas (72.), Kastanos (90.) | Blažič (43.), Jokić (79.), Dervišević (90+4.') | Slowenien |
| 2. Spieltag                                             | | |           |
| 9. September 2018 um 20:45 Uhr in Nikosia (GSP-Stadion) | | |           |
| Schiedsrichter: Andris Treimanis ( Lettland)            | | |           |
| Spielbericht                                            | | |           |

### Norwegen – Slowenien 1:0 (1:0)
| Norwegen                                                 | Norwegen | Slowenien | Slowenien |
| -------------------------------------------------------- | --- | --- | --------- |
| Norwegen                                                 | \| 3. Spieltag \| \| 13. Oktober 2018 um 20:45 Uhr in Oslo (Ullevaal-Stadion) \| \| Schiedsrichter: Daniel Siebert ( Deutschland) \| \| Spielbericht \| | \| 3. Spieltag \| \| 13. Oktober 2018 um 20:45 Uhr in Oslo (Ullevaal-Stadion) \| \| Schiedsrichter: Daniel Siebert ( Deutschland) \| \| Spielbericht \|                                                                             | Slowenien |
| Norwegen                                                 | Rune Jarstein – Omar Elabdellaoui, Sigurd Rosted, Even Hovland, Haitam Aleesami – Stefan Johansen (80. Iver Fossum), Ole Selnæs, Markus Henriksen – Tarik Elyounoussi (75. Bjørn Maars Johnsen), Joshua King, Mohamed Elyounoussi (90.+3' Martin Linnes) Cheftrainer: Lars Lagerbäck ( Schweden) | Vid Belec – Nejc Skubic, Miha Mevlja, Luka Krajnc (9. Nemanja Mitrović), Bojan Jokić – Domen Črnigoj (61. Josip Iličić), Rene Krhin, Leo Štulac (46. Jaka Bijol), Miha Zajc – Roman Bezjak, Andraž Šporar Cheftrainer: Tomaž Kavčič | Slowenien |
| Norwegen                                                 | 1:0 Selnæs (45.+5') | | Slowenien |
| Norwegen                                                 | T. Elyounoussi (44.) | Bijol (84.) | Slowenien |
| 3. Spieltag                                              | | |           |
| 13. Oktober 2018 um 20:45 Uhr in Oslo (Ullevaal-Stadion) | | |           |
| Schiedsrichter: Daniel Siebert ( Deutschland)            | | |           |
| Spielbericht                                             | | |           |

### Bulgarien – Zypern 2:1 (0:1)
| Bulgarien                                                              | Bulgarien | Zypern | Zypern |
| ---------------------------------------------------------------------- | --- | --- | ------ |
| Bulgarien                                                              | \| 3. Spieltag \| \| 13. Oktober 2018 um 20:45 Uhr in Sofia (Wassil-Lewski-Nationalstadion) \| \| Schiedsrichter: Srđan Jovanović ( Serbien) \| \| Spielbericht \| | \| 3. Spieltag \| \| 13. Oktober 2018 um 20:45 Uhr in Sofia (Wassil-Lewski-Nationalstadion) \| \| Schiedsrichter: Srđan Jovanović ( Serbien) \| \| Spielbericht \| | Zypern |
| Bulgarien                                                              | Plamen Iliew – Strachil Popow, Anton Nedjalkow, Nikolaj Bodurow, Petar Sanew – Todor Nedelew, Georgi Kostadinow, Simeon Slawtschew, Kiril Despodow (74. Wassil Boschikow) – Iwelin Popow (83. Radoslaw Wassilew), Boschidar Kraew (57. Georgi Milanow) Cheftrainer: Petar Chubtschew | Kostas Panayi – Jason Demetriou , Giorgos Merkis, Kostas Laifis, Nikolas Ioannou (72. Dimitris Christofi) – Ioannis Kousoulos, Grigoris Kastanos (65. Margaça), Kostakis Artymatas – Fotis Papoulis (75. Onisiforos Roushias), Pieros Sotiriou, Andreas Avraam Cheftrainer: Ran Ben Shimon ( Israel) | Zypern |
| Bulgarien                                                              | 1:1 Despodow (59.) 2:1 Nedelew (68.) | 0:1 Kastanos (41.) | Zypern |
| Bulgarien                                                              | Kostadinow (79.), Nedjalkow (90.+3') | Kousoulos (39.), Margaça (89.), Laifis (90.+6') | Zypern |
| 3. Spieltag                                                            | | |        |
| 13. Oktober 2018 um 20:45 Uhr in Sofia (Wassil-Lewski-Nationalstadion) | | |        |
| Schiedsrichter: Srđan Jovanović ( Serbien)                             | | |        |
| Spielbericht                                                           | | |        |

### Norwegen – Bulgarien 1:0 (1:0)
| Norwegen                                                 | Norwegen | Bulgarien | Bulgarien |
| -------------------------------------------------------- | --- | --- | --------- |
| Norwegen                                                 | \| 4. Spieltag \| \| 16. Oktober 2018 um 20:45 Uhr in Oslo (Ullevaal-Stadion) \| \| Schiedsrichter: John Beaton ( Schottland) \| \| Spielbericht \|                                                                                                 | \| 4. Spieltag \| \| 16. Oktober 2018 um 20:45 Uhr in Oslo (Ullevaal-Stadion) \| \| Schiedsrichter: John Beaton ( Schottland) \| \| Spielbericht \| | Bulgarien |
| Norwegen                                                 | Rune Jarstein – Omar Elabdellaoui, Håvard Nordtveit, Sigurd Rosted, Haitam Aleesami – Stefan Johansen (78. Iver Fossum), Ole Selnæs, Markus Henriksen – Mohamed Elyounoussi, Joshua King, Tarik Elyounoussi Cheftrainer: Lars Lagerbäck ( Schweden) | Plamen Iliew – Wassil Boschikow, Nikolaj Bodurow, Boschidar Tschorbadschijski (49. Radoslaw Wassilew), Petar Sanew – Iwan Bandalowski, Georgi Kostadinow (78. Boschidar Kraew), Simeon Slawtschew (58. Kristijan Malinow), Todor Nedelew – Kiril Despodow, Iwelin Popow Cheftrainer: Petar Chubtschew | Bulgarien |
| Norwegen                                                 | 1:0 M. Elyounoussi (31.) | | Bulgarien |
| Norwegen                                                 | Selnæs (21.) | Bandalowski (14.), Sanew (35.), Tschorbadschijski (45+1.), Bodurow (72.), Nedelew (82.), Malinow (85.) | Bulgarien |
| 4. Spieltag                                              | | |           |
| 16. Oktober 2018 um 20:45 Uhr in Oslo (Ullevaal-Stadion) | | |           |
| Schiedsrichter: John Beaton ( Schottland)                | | |           |
| Spielbericht                                             | | |           |

### Slowenien – Zypern 1:1 (0:1)
| Slowenien                                                    | Slowenien | Zypern | Zypern |
| ------------------------------------------------------------ | --- | --- | ------ |
| Slowenien                                                    | \| 4. Spieltag \| \| 16. Oktober 2018 um 20:45 Uhr in Ljubljana (Stadion Stožice) \| \| Schiedsrichter: Mads-Kristoffer Kristoffersen ( Dänemark) \| \| Spielbericht \|                                                                       | \| 4. Spieltag \| \| 16. Oktober 2018 um 20:45 Uhr in Ljubljana (Stadion Stožice) \| \| Schiedsrichter: Mads-Kristoffer Kristoffersen ( Dänemark) \| \| Spielbericht \| | Zypern |
| Slowenien                                                    | Vid Belec – Nejc Skubic, Nemanja Mitrović, Miha Mevlja, Bojan Jokić (58. Jure Balkovec) – Domen Črnigoj, Rene Krhin (75. Luka Zahović) – Josip Iličić, Miha Zajc, Roman Bezjak (46. Amir Dervišević) – Robert Berić Cheftrainer: Tomaž Kavčič | Kostas Panayi – Jason Demetriou , Giorgos Merkis, Valentinos Sielis, Georgios Vasiliou (90.+5' Nikolas Ioannou) – Kostakis Artymatas, Grigoris Kastanos, Ioannis Kousoulos – Fotis Papoulis (73. Andreas Avraam), Pieros Sotiriou, Margaça (87. Dimitris Christofi) Cheftrainer: Ran Ben Shimon ( Israel) | Zypern |
| Slowenien                                                    | 1:1 Skubic (83.) | 0:1 Papoulis (37.) | Zypern |
| Slowenien                                                    | Iličić (1.), Mevlja (88.) | Kastanos (21.), Panayi (82.) | Zypern |
| Slowenien                                                    | Iličić (90.) | Kastanos (66.) | Zypern |
| Slowenien                                                    | Demetriou (90+6.) | | Zypern |
| 4. Spieltag                                                  | | |        |
| 16. Oktober 2018 um 20:45 Uhr in Ljubljana (Stadion Stožice) | | |        |
| Schiedsrichter: Mads-Kristoffer Kristoffersen ( Dänemark)    | | |        |
| Spielbericht                                                 | | |        |

### Zypern – Bulgarien 1:1 (1:0)
| Zypern                                                  | Zypern | Bulgarien | Bulgarien |
| ------------------------------------------------------- | --- | --- | --------- |
| Zypern                                                  | \| 5. Spieltag \| \| 16. November 2018 um 20:45 Uhr in Nikosia (GSP-Stadion) \| \| Schiedsrichter: Mohammed al-Hakim ( Schweden) \| \| Spielbericht \| | \| 5. Spieltag \| \| 16. November 2018 um 20:45 Uhr in Nikosia (GSP-Stadion) \| \| Schiedsrichter: Mohammed al-Hakim ( Schweden) \| \| Spielbericht \| | Bulgarien |
| Zypern                                                  | Kostas Panayi – Giorgos Merkis , Ioannis Kousoulos, Margaça, Kostas Laifis – Chambos Kyriakou, Panagiotis Zachariou (67. Onisiforos Roushias), Kostakis Artymatas – Andreas Avraam (59. Nikolas Ioannou), Andreas Makris, George Efrem (78. Vasilios Papafotis) Cheftrainer: Ran Ben Shimon ( Israel) | Georgi Petkow – Strachil Popow, Nikolaj Bodurow, Wassil Boschikow, Anton Nedjalkow – Simeon Slawtschew (82. Stanislaw Kostow), Georgi Kostadinow, Todor Nedelew, Galin Iwanow (56. Nikolaj Dimitrow) – Iwelin Popow , Boschidar Kraew (56. Spas Delew) Cheftrainer: Petar Chubtschew | Bulgarien |
| Zypern                                                  | 1:0 Zachariou (24.) | 1:1 Dimitrow (89., Foulelfmeter) | Bulgarien |
| Zypern                                                  | Margaça (68.), Roushias (86.) | Nedelew (73.) | Bulgarien |
| 5. Spieltag                                             | | |           |
| 16. November 2018 um 20:45 Uhr in Nikosia (GSP-Stadion) | | |           |
| Schiedsrichter: Mohammed al-Hakim ( Schweden)           | | |           |
| Spielbericht                                            | | |           |

### Slowenien – Norwegen 1:1 (1:0)
| Slowenien                                                     | Slowenien | Norwegen | Norwegen |
| ------------------------------------------------------------- | --- | --- | -------- |
| Slowenien                                                     | \| 5. Spieltag \| \| 16. November 2018 um 20:45 Uhr in Ljubljana (Stadion Stožice) \| \| Schiedsrichter: Ruddy Buquet ( Frankreich) \| \| Spielbericht \|                                                                                        | \| 5. Spieltag \| \| 16. November 2018 um 20:45 Uhr in Ljubljana (Stadion Stožice) \| \| Schiedsrichter: Ruddy Buquet ( Frankreich) \| \| Spielbericht \| | Norwegen |
| Slowenien                                                     | Vid Belec – Nejc Skubic, Aljaž Struna, Andraž Struna, Miha Mevlja – Rajko Rotman, Amir Dervišević, Domen Črnigoj (58. Roman Bezjak), Benjamin Verbič – Andraž Šporar (84. Jaka Bijol), Miha Zajc (69. Robert Berić) Cheftrainer: Igor Benedejčič | Rune Jarstein – Omar Elabdellaoui, Håvard Nordtveit, Sigurd Rosted, Haitam Aleesami – Stefan Johansen (57. Martin Ødegaard), Mohamed Elyounoussi, Ole Selnæs, Markus Henriksen – Ola Kamara (75. Alexander Sørloth), Tarik Elyounoussi (63. Bjørn Maars Johnsen) Cheftrainer: Lars Lagerbäck ( Schweden) | Norwegen |
| Slowenien                                                     | 1:0 Verbič (9.) | 1:1 Johnsen (85.) | Norwegen |
| Slowenien                                                     | Rotman (72.) | Rosted (56.), Jarstein (74.) | Norwegen |
| 5. Spieltag                                                   | | |          |
| 16. November 2018 um 20:45 Uhr in Ljubljana (Stadion Stožice) | | |          |
| Schiedsrichter: Ruddy Buquet ( Frankreich)                    | | |          |
| Spielbericht                                                  | | |          |

### Bulgarien – Slowenien 1:1 (0:0)
| Bulgarien                                                               | Bulgarien | Slowenien | Slowenien |
| ----------------------------------------------------------------------- | --- | --- | --------- |
| Bulgarien                                                               | \| 6. Spieltag \| \| 19. November 2018 um 20:45 Uhr in Sofia (Wassil-Lewski-Nationalstadion) \| \| Schiedsrichter: Hüseyin Göçek ( Türkei) \| | \| 6. Spieltag \| \| 19. November 2018 um 20:45 Uhr in Sofia (Wassil-Lewski-Nationalstadion) \| \| Schiedsrichter: Hüseyin Göçek ( Türkei) \| | Slowenien |
| Bulgarien                                                               | Georgi Petkow – Anton Nedjalkow, Wassil Boschikow, Nikolaj Bodurow, Strachil Popow – Nikolaj Dimitrow (64. Galin Iwanow), Simeon Slawtschew, Georgi Kostadinow – Stanislaw Kostow (59. Radoslaw Wassilew), Iwelin Popow , Spas Delew (73. Petar Sanew) Cheftrainer: Petar Chubtschew | Vid Belec – Nejc Skubic, Miha Blažič, Miha Mevlja, Andraž Struna – Josip Iličić , Amir Dervišević (57. Jaka Bijol), Rajko Rotman, Benjamin Verbič (72. Rudi Vancaš Požeg) – Roman Bezjak, Miha Zajc (87. Leo Štulac) Cheftrainer: Igor Benedejčič | Slowenien |
| Bulgarien                                                               | 1:0 Iwanow (68.) | 1:1 Zajc (75.) | Slowenien |
| Bulgarien                                                               | S. Popow (71.), Slawtschew (90.+4') | Bezjak (57.), Bijol (90.+2') | Slowenien |
| 6. Spieltag                                                             | | |           |
| 19. November 2018 um 20:45 Uhr in Sofia (Wassil-Lewski-Nationalstadion) | | |           |
| Schiedsrichter: Hüseyin Göçek ( Türkei)                                 | | |           |

### Zypern – Norwegen 0:2 (0:1)
| Zypern                                                  | Zypern | Norwegen | Norwegen |
| ------------------------------------------------------- | --- | --- | -------- |
| Zypern                                                  | \| 6. Spieltag \| \| 19. November 2018 um 20:45 Uhr in Nikosia (GSP-Stadion) \| \| Schiedsrichter: István Vad ( Ungarn) \| | \| 6. Spieltag \| \| 19. November 2018 um 20:45 Uhr in Nikosia (GSP-Stadion) \| \| Schiedsrichter: István Vad ( Ungarn) \| | Norwegen |
| Zypern                                                  | Kostas Panayi – Nicholas Ioannou, Kostas Laifis, Giorgos Merkis , Ioannis Kousoulos – Andreas Avraam (61. George Efrem), Valentinos Sielis, Kostakis Artymatas, Chambos Kyriakou (78. Gerasimos Fylaktou) – Panagiotis Zachariou (84. Antreas Markis), Grigoris Kastanos Cheftrainer: Ran Ben Shimon ( Israel) | Rune Jarstein – Omar Elabdellaoui , Håvard Nordtveit, Sigurd Rosted, Birger Meling – Iver Fossum (45. Martin Ødegaard), Ole Selnæs, Markus Henriksen, Mohamed Elyounoussi – Ola Kamara (90.+2' Sander Berge), Tarik Elyounoussi (71. Alexander Sørloth) Cheftrainer: Lars Lagerbäck ( Schweden) | Norwegen |
| Zypern                                                  | 0:1 Kamara (36.) 0:2 Kamara (48.) | | Norwegen |
| Zypern                                                  | M. Elyounoussi (42.), Kamara (66.) | | Norwegen |
| Zypern                                                  | M. Elyounoussi (90.) | | Norwegen |
| Zypern                                                  | Sielis (80.) | | Norwegen |
| 6. Spieltag                                             | | |          |
| 19. November 2018 um 20:45 Uhr in Nikosia (GSP-Stadion) | | |          |
| Schiedsrichter: István Vad ( Ungarn)                    | | |          |

## Gruppe 4
| Pl. | Land       | Sp. | S | U | N | Tore    | Diff. | Punkte |
| --- | ---------- | --- | - | - | - | ------- | ----- | ------ |
| 1.  | Serbien    | 6   | 4 | 2 | 0 | 011:400 | +7    | 14     |
| 2.  | Rumänien   | 6   | 3 | 3 | 0 | 008:300 | +5    | 12     |
| 3.  | Montenegro | 6   | 2 | 1 | 3 | 007:600 | +1    | 07     |
| 4.  | Litauen    | 6   | 0 | 0 | 6 | 003:160 | −13   | 0      |

### Litauen – Serbien 0:1 (0:1)
| Litauen                                                 | Litauen | Serbien | Serbien |
| ------------------------------------------------------- | --- | --- | ------- |
| Litauen                                                 | \| 1. Spieltag \| \| 7. September 2018 um 20:45 Uhr in Vilnius (LFF-Stadion) \| \| Schiedsrichter: Bobby Madden ( Schottland) \| \| Spielbericht \| | \| 1. Spieltag \| \| 7. September 2018 um 20:45 Uhr in Vilnius (LFF-Stadion) \| \| Schiedsrichter: Bobby Madden ( Schottland) \| \| Spielbericht \| | Serbien |
| Litauen                                                 | Ernestas Šetkus – Rolandas Baravykas, Artūras Žulpa, Algis Jankauskas, Linas Klimavičius, Egidijus Vaitkūnas – Vykintas Slivka, Ovidijus Verbickas (72. Darvydas Šernas), Mantas Kuklys (46. Modestas Vorobjovas), Arvydas Novikovas – Fiodor Černych Cheftrainer: Edgaras Jankauskas | Marko Dmitrović – Antonio Rukavina, Miloš Veljković, Nikola Milenković, Milan Rodić (77. Aleksandar Kolarov) – Nemanja Maksimović, Nemanja Matić (82. Saša Lukić) – Andrija Živković, Dušan Tadić, Filip Kostić (90. Nemanja Radonjić) – Aleksandar Mitrović Cheftrainer: Mladen Krstajić | Serbien |
| Litauen                                                 | 0:1 Tadić (38., Foulelfmeter) | | Serbien |
| Litauen                                                 | Novikovas (81.) | Rodić (41.), Maksimović (48.) | Serbien |
| 1. Spieltag                                             | | |         |
| 7. September 2018 um 20:45 Uhr in Vilnius (LFF-Stadion) | | |         |
| Schiedsrichter: Bobby Madden ( Schottland)              | | |         |
| Spielbericht                                            | | |         |

### Rumänien – Montenegro 0:0
| Rumänien                                                       | Rumänien | Montenegro | Montenegro |
| -------------------------------------------------------------- | --- | --- | ---------- |
| Rumänien                                                       | \| 1. Spieltag \| \| 7. September 2018 um 20:45 Uhr in Ploiești (Ilie-Oană-Stadion) \| \| Schiedsrichter: Ivan Kružliak ( Slowakei) \| \| Spielbericht \| | \| 1. Spieltag \| \| 7. September 2018 um 20:45 Uhr in Ploiești (Ilie-Oană-Stadion) \| \| Schiedsrichter: Ivan Kružliak ( Slowakei) \| \| Spielbericht \| | Montenegro |
| Rumänien                                                       | Ciprian Tătărușanu – Romario Benzar, Vlad Chiricheș (31. Mihai Bălașa), Cristian Săpunaru, Nicușor Bancu – Mihai Pintilii (73. Paul Anton), Nicolae Stanciu – Alexandru Chipciu, Alexandru Maxim, Ionuț Mitriță (67. Constantin Budescu) – Claudiu Keșerü Cheftrainer: Cosmin Contra | Danijel Petković – Filip Stojković, Stefan Savić , Marko Simić, Žarko Tomašević – Aleksandar Šćekić (74. Nebojša Kosović), Nikola Vukčević – Aleksandar Boljević (80. Fatos Bećiraj), Mirko Ivanić, Vladimir Jovović – Stefan Mugoša Cheftrainer: Ljubiša Tumbaković ( Serbien) | Montenegro |
| Rumänien                                                       | Bălașa (55.), Pintilii (71.), Anton (85.) | Mugoša (37.), Boljević (41.) | Montenegro |
| Rumänien                                                       | Mugoša (77.) | | Montenegro |
| 1. Spieltag                                                    | | |            |
| 7. September 2018 um 20:45 Uhr in Ploiești (Ilie-Oană-Stadion) | | |            |
| Schiedsrichter: Ivan Kružliak ( Slowakei)                      | | |            |
| Spielbericht                                                   | | |            |

### Montenegro – Litauen 2:0 (2:0)
| Montenegro                                                         | Montenegro | Litauen | Litauen |
| ------------------------------------------------------------------ | --- | --- | ------- |
| Montenegro                                                         | \| 2. Spieltag \| \| 10. September 2018 um 20:45 Uhr in Podgorica (Stadion pod Goricom) \| \| Schiedsrichter: Jakob Kehlet ( Dänemark) \| \| Spielbericht \| | \| 2. Spieltag \| \| 10. September 2018 um 20:45 Uhr in Podgorica (Stadion pod Goricom) \| \| Schiedsrichter: Jakob Kehlet ( Dänemark) \| \| Spielbericht \| | Litauen |
| Montenegro                                                         | Danijel Petković – Filip Stojković, Stefan Savić (80. Boris Kopitović), Marko Simić, Žarko Tomašević – Nebojša Kosović, Nikola Vukčević (72. Aleksandar Šćekić) – Marko Janković (87. Aleksandar Boljević), Mirko Ivanić, Vladimir Jovović – Fatos Bećiraj Cheftrainer: Ljubiša Tumbaković ( Serbien) | Ernestas Šetkus – Justas Lasickas (62. Darvydas Šernas), Povilas Leimonas (46. Valdemar Borovskij), Linas Klimavičius, Egidijus Vaitkūnas – Ovidijus Verbickas (46. Mantas Kuklys), Artūras Žulpa – Vykintas Slivka, Modestas Vorobjovas, Arvydas Novikovas – Fiodor Černych Cheftrainer: Edgaras Jankauskas | Litauen |
| Montenegro                                                         | 1:0 Savić (34., Foulelfmeter) 2:0 Janković (35.) | | Litauen |
| Montenegro                                                         | Vukčević (14.), Janković (38.) | Vaitkūnas (52.), Lasickas (54.), Vorobjovas (79.) | Litauen |
| 2. Spieltag                                                        | | |         |
| 10. September 2018 um 20:45 Uhr in Podgorica (Stadion pod Goricom) | | |         |
| Schiedsrichter: Jakob Kehlet ( Dänemark)                           | | |         |
| Spielbericht                                                       | | |         |

### Serbien – Rumänien 2:2 (1:0)
| Serbien                                                        | Serbien | Rumänien | Rumänien |
| -------------------------------------------------------------- | --- | --- | -------- |
| Serbien                                                        | \| 2. Spieltag \| \| 10. September 2018 um 20:45 Uhr in Belgrad (Stadion Partizana) \| \| Schiedsrichter: Wladislaw Besborodow ( Russland) \| \| Spielbericht \| | \| 2. Spieltag \| \| 10. September 2018 um 20:45 Uhr in Belgrad (Stadion Partizana) \| \| Schiedsrichter: Wladislaw Besborodow ( Russland) \| \| Spielbericht \| | Rumänien |
| Serbien                                                        | Marko Dmitrović – Antonio Rukavina, Uroš Spajić, Miloš Veljković, Aleksandar Kolarov – Nemanja Maksimović, Saša Lukić (71. Nemanja Matić) – Adem Ljajić (77. Aleksandar Prijović), Sergej Milinković-Savić (63. Filip Kostić), Dušan Tadić – Aleksandar Mitrović Cheftrainer: Mladen Krstajić | Ciprian Tătărușanu – Cristian Manea, Mihai Bălașa, Cristian Săpunaru , Nicușor Bancu – Răzvan Marin, Paul Anton, Alexandru Chipciu (90.+3' Dorin Rotariu) – Nicolae Stanciu, George Țucudean (82. Claudiu Keșerü), Denis Drăguș (60. Ionuț Mitriță) Cheftrainer: Cosmin Contra | Rumänien |
| Serbien                                                        | 1:0 Mitrović (26.) 2:1 Mitrović (63.) | 1:1 Stanciu (48., Foulelfmeter) 2:2 Țucudean (68.) | Rumänien |
| Serbien                                                        | Kolarov (47.) | Chipciu (42.), Tătărușanu (85.) | Rumänien |
| 2. Spieltag                                                    | | |          |
| 10. September 2018 um 20:45 Uhr in Belgrad (Stadion Partizana) | | |          |
| Schiedsrichter: Wladislaw Besborodow ( Russland)               | | |          |
| Spielbericht                                                   | | |          |

### Litauen – Rumänien 1:2 (0:1)
| Litauen                                                | Litauen | Rumänien | Rumänien |
| ------------------------------------------------------ | --- | --- | -------- |
| Litauen                                                | \| 3. Spieltag \| \| 11. Oktober 2018 um 20:45 Uhr in Vilnius (LFF-Stadion) \| \| Schiedsrichter: François Letexier ( Frankreich) \| \| Spielbericht \| | \| 3. Spieltag \| \| 11. Oktober 2018 um 20:45 Uhr in Vilnius (LFF-Stadion) \| \| Schiedsrichter: François Letexier ( Frankreich) \| \| Spielbericht \| | Rumänien |
| Litauen                                                | Ernestas Šetkus – Linas Klimavičius, Vaidas Slavickas, Algis Jankauskas, Rolandas Baravykas – Artūras Žulpa, Vykintas Slivka, Modestas Vorobjovas (63. Nerijus Valskis) – Darvydas Šernas (63. Mantas Kuklys), Arvydas Novikovas, Fiodor Černych (87. Deimantas Petravičius) Cheftrainer: Edgaras Jankauskas | Ciprian Tătărușanu – Gabriel Tamaș, Cristian Manea, Nicușor Bancu, Cristian Săpunaru – Alexandru Chipciu, Paul Anton, Răzvan Marin, Ionuț Mitriță (78. Alexandru Maxim), Nicolae Stanciu (87. Dorin Rotariu) – George Țucudean (71. Claudiu Keșerü) Cheftrainer: Cosmin Contra | Rumänien |
| Litauen                                                | 1:1 Žulpa (90.) | 0:1 Chipciu (13.) 1:2 Maxim (90+4.) | Rumänien |
| Litauen                                                | Slivka (69.) | Anton (32.), Chipciu (45.), Marin (85.) | Rumänien |
| 3. Spieltag                                            | | |          |
| 11. Oktober 2018 um 20:45 Uhr in Vilnius (LFF-Stadion) | | |          |
| Schiedsrichter: François Letexier ( Frankreich)        | | |          |
| Spielbericht                                           | | |          |

### Montenegro – Serbien 0:2 (0:1)
| Montenegro                                                       | Montenegro | Serbien | Serbien |
| ---------------------------------------------------------------- | --- | --- | ------- |
| Montenegro                                                       | \| 3. Spieltag \| \| 11. Oktober 2018 um 20:45 Uhr in Podgorica (Stadion pod Goricom) \| \| Schiedsrichter: Gianluca Rocchi ( Italien) \| \| Spielbericht \| | \| 3. Spieltag \| \| 11. Oktober 2018 um 20:45 Uhr in Podgorica (Stadion pod Goricom) \| \| Schiedsrichter: Gianluca Rocchi ( Italien) \| \| Spielbericht \| | Serbien |
| Montenegro                                                       | Danijel Petković – Filip Stojković (46. Marko Janković), Žarko Tomašević, Marko Vešović, Marko Simić – Nikola Vukčević, Stevan Jovetić , Vladimir Jovović, Aleksandar Šćekić (73. Mirko Ivanić), Adam Marušić – Fatos Bećiraj (80. Stefan Mugoša) Cheftrainer: Ljubiša Tumbaković ( Serbien) | Marko Dmitrović – Antonio Rukavina, Milan Rodić, Nikola Milenković, Miloš Veljković – Nemanja Maksimović, Saša Lukić (72. Branko Jovičić), Andrija Živković, Dušan Tadić , Mijat Gaćinović (79. Sergej Milinković-Savić) – Aleksandar Mitrović (90+3. Nemanja Radonjić) Cheftrainer: Mladen Krstajić | Serbien |
| Montenegro                                                       | 0:1 Mitrović (18., Foulelfmeter) 0:2 Mitrović (81.) | | Serbien |
| Montenegro                                                       | Stojković (18.), Vukčević (63.), Janković (77.), | Lukić (31.), Tadić (36.) | Serbien |
| 3. Spieltag                                                      | | |         |
| 11. Oktober 2018 um 20:45 Uhr in Podgorica (Stadion pod Goricom) | | |         |
| Schiedsrichter: Gianluca Rocchi ( Italien)                       | | |         |
| Spielbericht                                                     | | |         |

### Rumänien – Serbien 0:0
| Rumänien                                                    | Rumänien | Serbien | Serbien |
| ----------------------------------------------------------- | --- | --- | ------- |
| Rumänien                                                    | \| 4. Spieltag \| \| 14. Oktober 2018 um 15:00 Uhr in Bukarest (Arena Națională) \| \| Schiedsrichter: Kevin Blom ( Niederlande) \| \| Spielbericht \| | \| 4. Spieltag \| \| 14. Oktober 2018 um 15:00 Uhr in Bukarest (Arena Națională) \| \| Schiedsrichter: Kevin Blom ( Niederlande) \| \| Spielbericht \| | Serbien |
| Rumänien                                                    | Ciprian Tătărușanu – Cristian Manea, Gabriel Tamaș, Cristian Săpunaru , Alin Toșca – Tudor Băluță, Răzvan Marin – Alexandru Maxim (70. Dorin Rotariu), Nicolae Stanciu, Denis Drăguș (45.+3' Ionuț Nedelcearu) – George Țucudean (80. Claudiu Keșerü) Cheftrainer: Cosmin Contra | Predrag Rajković – Antonio Rukavina, Nikola Milenković, Miloš Veljković, Milan Rodić (77. Nemanja Miletić) – Saša Lukić, Nemanja Maksimović – Mijat Gaćinović (63. Sergej Milinković-Savić), Dušan Tadić , Nemanja Radonjić – Aleksandar Mitrović Cheftrainer: Mladen Krstajić | Serbien |
| Rumänien                                                    | Maxim (45.+4'), Marin (70.) | Rodić (65.), Mitrović (80.), Milenković (90.) | Serbien |
| Rumänien                                                    | Tamaș (44.) | | Serbien |
| 4. Spieltag                                                 | | |         |
| 14. Oktober 2018 um 15:00 Uhr in Bukarest (Arena Națională) | | |         |
| Schiedsrichter: Kevin Blom ( Niederlande)                   | | |         |
| Spielbericht                                                | | |         |

### Litauen – Montenegro 1:4 (0:3)
| Litauen                                                | Litauen | Montenegro | Montenegro |
| ------------------------------------------------------ | --- | --- | ---------- |
| Litauen                                                | \| 4. Spieltag \| \| 14. Oktober 2018 um 20:45 Uhr in Vilnius (LFF-Stadion) \| \| Schiedsrichter: Robert Schörgenhofer ( Österreich) \| \| Spielbericht \| | \| 4. Spieltag \| \| 14. Oktober 2018 um 20:45 Uhr in Vilnius (LFF-Stadion) \| \| Schiedsrichter: Robert Schörgenhofer ( Österreich) \| \| Spielbericht \| | Montenegro |
| Litauen                                                | Ernestas Šetkus – Rolandas Baravykas, Justinas Januševskis, Linas Klimavičius, Valdemar Borovskij – Modestas Vorobjovas (46. Mantas Kuklys), Artūras Žulpa, Vykintas Slivka – Fiodor Černych (49. Deimantas Petravičius), Nerijus Valskis (79. Donatas Kazlauskas), Arvydas Novikovas Cheftrainer: Edgaras Jankauskas | Danijel Petković – Filip Stojković (87. Risto Radunović), Boris Kopitović, Marko Simić , Žarko Tomašević – Nebojša Kosović, Aleksandar Šćekić – Marko Vešović (56. Darko Zorić), Mirko Ivanić, Vladimir Jovović (72. Fatos Bećiraj) – Stefan Mugoša Cheftrainer: Ljubiša Tumbaković ( Serbien) | Montenegro |
| Litauen                                                | 1:4 Baravykas (88.) | 0:1 Mugoša (10.) 0:2 Kopitović (35.) 0:3 Mugoša (45.+1', Foulelfmeter) 0:4 Zorić (86.) | Montenegro |
| Litauen                                                | Klimavičius (45.) | Vešović (33.) | Montenegro |
| 4. Spieltag                                            | | |            |
| 14. Oktober 2018 um 20:45 Uhr in Vilnius (LFF-Stadion) | | |            |
| Schiedsrichter: Robert Schörgenhofer ( Österreich)     | | |            |
| Spielbericht                                           | | |            |

### Serbien – Montenegro 2:1 (2:0)
| Serbien                                                         | Serbien | Montenegro | Montenegro |
| --------------------------------------------------------------- | --- | --- | ---------- |
| Serbien                                                         | \| 5. Spieltag \| \| 17. November 2018 um 15:00 Uhr in Belgrad (Stadion Rajko Mitić) \| \| Schiedsrichter: Alberto Undiano Mallenco ( Spanien) \| \| Spielbericht \| | \| 5. Spieltag \| \| 17. November 2018 um 15:00 Uhr in Belgrad (Stadion Rajko Mitić) \| \| Schiedsrichter: Alberto Undiano Mallenco ( Spanien) \| \| Spielbericht \| | Montenegro |
| Serbien                                                         | Predrag Rajković – Antonio Rukavina, Nikola Milenković, Miloš Veljković, Aleksandar Kolarov – Nemanja Matić, Nemanja Maksimović – Mijat Gaćinović (71. Saša Lukić), Dušan Tadić, Adem Ljajić (90.+2' Nemanja Radonjić) – Aleksandar Mitrović (83. Luka Jović) Cheftrainer: Mladen Krstajić | Danijel Petković – Adam Marušić, Boris Kopitović, Marko Simić , Marko Vešović – Aleksandar Šćekić (46. Aleksandar Boljević), Nebojša Kosović – Marko Janković (82. Luka Đorđević), Mirko Ivanić, Vladimir Jovović – Stefan Mugoša Cheftrainer: Ljubiša Tumbaković ( Serbien) | Montenegro |
| Serbien                                                         | 1:0 Ljajić (30.) 2:0 Mitrović (32.) | 2:1 Mugoša (70.) | Montenegro |
| Serbien                                                         | Gaćinović (61.), Matić (88.) | Mugoša (5.), Simić (36.), Kopitović (47.), Janković (76.) | Montenegro |
| 5. Spieltag                                                     | | |            |
| 17. November 2018 um 15:00 Uhr in Belgrad (Stadion Rajko Mitić) | | |            |
| Schiedsrichter: Alberto Undiano Mallenco ( Spanien)             | | |            |
| Spielbericht                                                    | | |            |

### Rumänien – Litauen 3:0 (1:0)
| Rumänien                                                       | Rumänien | Litauen | Litauen |
| -------------------------------------------------------------- | --- | --- | ------- |
| Rumänien                                                       | \| 5. Spieltag \| \| 17. November 2018 um 20:45 Uhr in Ploiești (Ilie-Oană-Stadion) \| \| Schiedsrichter: Marco Guida ( Italien) \| \| Spielbericht \| | \| 5. Spieltag \| \| 17. November 2018 um 20:45 Uhr in Ploiești (Ilie-Oană-Stadion) \| \| Schiedsrichter: Marco Guida ( Italien) \| \| Spielbericht \| | Litauen |
| Rumänien                                                       | Ciprian Tătărușanu – Romario Benzar, Cristian Săpunaru , Cosmin Moți, Nicușor Bancu – Nicolae Stanciu (72. Alexandru Cicâldău), Paul Anton – Alexandru Chipciu (64. Ciprian Deac), Claudiu Keșerü (68. Ianis Hagi), Alexandru Maxim – George Pușcaș Cheftrainer: Cosmin Contra | Ernestas Šetkus – Egidijus Vaitkūnas, Edvinas Girdvainis, Artūras Žulpa, Rolandas Baravykas – Domantas Šimkus (65. Vykintas Slivka), Modestas Vorobjovas – Deimantas Petravičius (80. Donatas Kazlauskas), Gratas Sirgėdas, Arvydas Novikovas – Fiodor Černych (73. Darvydas Šernas) Cheftrainer: Edgaras Jankauskas | Litauen |
| Rumänien                                                       | 1:0 Pușcaș (7.) 2:0 Keșerü (47.) 3:0 Stanciu (65.) | | Litauen |
| Rumänien                                                       | Bancu (25.), Pușcaș (35.), Anton (81.), Deac (82.) | Novikovas (44.), Girdvainis (78.) | Litauen |
| Rumänien                                                       | Novikovas (88.) | | Litauen |
| 5. Spieltag                                                    | | |         |
| 17. November 2018 um 20:45 Uhr in Ploiești (Ilie-Oană-Stadion) | | |         |
| Schiedsrichter: Marco Guida ( Italien)                         | | |         |
| Spielbericht                                                   | | |         |

### Serbien – Litauen 4:1 (0:0)
| Serbien                                                       | Serbien | Litauen | Litauen |
| ------------------------------------------------------------- | --- | --- | ------- |
| Serbien                                                       | \| 6. Spieltag \| \| 20. November 2018 um 20:45 Uhr in Belgrad (Stadion Partizana) \| \| Schiedsrichter: Kristo Tohver ( Estland) \| \| Spielbericht \| | \| 6. Spieltag \| \| 20. November 2018 um 20:45 Uhr in Belgrad (Stadion Partizana) \| \| Schiedsrichter: Kristo Tohver ( Estland) \| \| Spielbericht \| | Litauen |
| Serbien                                                       | Predrag Rajković – Antonio Rukavina , Nikola Milenković, Miloš Veljković, Milan Rodić – Nemanja Maksimović, Saša Lukić (77. Ljubomir Fejsa) – Andrija Živković, Adem Ljajić (82. Danijel Aleksić), Mijat Gaćinović (46. Aleksandar Prijović) – Aleksandar Mitrović Cheftrainer: Mladen Krstajić | Ernestas Šetkus – Rolandas Baravykas, Edvinas Girdvainis, Justinas Januševskis, Vaidas Slavickas – Artūras Žulpa (86. Algis Jankauskas) – Deimantas Petravičius, Gratas Sirgėdas, Modestas Vorobjovas (69. Giedrius Matulevičius), Donatas Kazlauskas (59. Darvydas Šernas) – Fiodor Černych Cheftrainer: Edgaras Jankauskas | Litauen |
| Serbien                                                       | 1:0 Žulpa (51., Eigentor) 2:0 Mitrović (58.) 3:1 Prijović (71.) 4:1 Ljajić (74.) | 2:1 Petravičius (64.) | Litauen |
| Serbien                                                       | Girdvainis (54.) | | Litauen |
| 6. Spieltag                                                   | | |         |
| 20. November 2018 um 20:45 Uhr in Belgrad (Stadion Partizana) | | |         |
| Schiedsrichter: Kristo Tohver ( Estland)                      | | |         |
| Spielbericht                                                  | | |         |

### Montenegro – Rumänien 0:1 (0:1)
| Montenegro                                                        | Montenegro | Rumänien | Rumänien |
| ----------------------------------------------------------------- | --- | --- | -------- |
| Montenegro                                                        | \| 6. Spieltag \| \| 20. November 2018 um 20:45 Uhr in Podgorica (Stadion pod Goricom) \| \| Schiedsrichter: Felix Zwayer ( Deutschland) \| \| Spielbericht \| | \| 6. Spieltag \| \| 20. November 2018 um 20:45 Uhr in Podgorica (Stadion pod Goricom) \| \| Schiedsrichter: Felix Zwayer ( Deutschland) \| \| Spielbericht \| | Rumänien |
| Montenegro                                                        | Danijel Petković – Adam Marušić (87. Emrah Klimenta), Boris Kopitović, Marko Simić, Marko Vešović – Nebojša Kosović, Mirko Ivanić – Marko Janković (81. Luka Đorđević), Stefan Mugoša, Vladimir Jovović – Fatos Bećiraj (64. Aleksandar Boljević) Cheftrainer: Ljubiša Tumbaković ( Serbien) | Ciprian Tătărușanu – Cristian Manea, Cristian Săpunaru , Cosmin Moți, Alin Toșca – Paul Anton, Nicolae Stanciu – Alexandru Chipciu (82. Ciprian Deac), Claudiu Keșerü (88. Tudor Băluță), Alexandru Maxim – George Țucudean (74. George Pușcaș) Cheftrainer: Cosmin Contra | Rumänien |
| Montenegro                                                        | 0:1 Țucudean (44.) | | Rumänien |
| Montenegro                                                        | Kosović (10.), Jovović (29.), Janković (34.), Ivanić (61.), Simić (67.), Vešović (89.) | Keșerü (28.), Manea (53.), Chipciu (70.) | Rumänien |
| 6. Spieltag                                                       | | |          |
| 20. November 2018 um 20:45 Uhr in Podgorica (Stadion pod Goricom) | | |          |
| Schiedsrichter: Felix Zwayer ( Deutschland)                       | | |          |
| Spielbericht                                                      | | |          |

## Rangliste der Gruppendritten
| Pl. | Mannschaft   | Sp. | S | U | N | Tore    | Diff. | Punkte | Gruppe                                     | Gruppenvierter |
| --- | ------------ | --- | - | - | - | ------- | ----- | ------ | ------------------------------------------ | -------------- |
| 1.  | Griechenland | 4   | 2 | 0 | 2 | 003:400 | −1    | 06     | 2\|\| style="text-align:left" \| Estland   |                |
| 2.  | Albanien     | 4   | 1 | 0 | 3 | 001:800 | −7    | 03     | 1\|\| style="text-align:left" \| –         |                |
| 3.  | Montenegro   | 4   | 0 | 1 | 3 | 001:500 | −4    | 01     | 4\|\| style="text-align:left" \| Litauen   |                |
| 4.  | Zypern       | 4   | 0 | 1 | 3 | 002:700 | −5    | 01     | 3\|\| style="text-align:left" \| Slowenien |                |